# Lilian Helder
Lilian Maria Johanna Sibertha Helder (Venlo, 30 mei 1973) is een Nederlands voormalig politica, juriste en advocate. Ze was van 2010 tot in 2025 lid van de Tweede Kamer der Staten-Generaal. Ze was dit eerst namens de Partij voor de Vrijheid (PVV), en vanaf 1 september 2023 namens de BoerBurgerBeweging (BBB). 

## Loopbaan

### Studie en werkzaamheden
Helder ging naar het vwo in Venlo. Ze studeerde Nederlands recht aan de Radboud Universiteit in Nijmegen. Van 1997 tot 2000 was zij juridisch medewerker bij de afdeling  Milieu van de gemeente Helden. Ze volgde de beroepsopleiding advocatuur en was tussen 2001 tot 2003 advocaat-stagiair bij Van Hooft Advocaten en Huver Advocaten. Van 2004 tot 1 mei 2010 was zij advocaat bij Goorts & Coppens Advocaten en  het Eindhovense Houben en Van Dijck. Ze is voornamelijk werkzaam geweest op het gebied van burgerlijk recht en bestuursrecht.

### Tweede Kamer
Helder stond derde op de kandidatenlijst van de Partij voor de Vrijheid voor de Tweede Kamerverkiezingen van 2010, achter Fleur Agema en lijsttrekker Geert Wilders, en behaalde 5793 stemmen. Ze werd op 17 juni 2010 beëdigd als Kamerlid.
Helder is een voorstander van zwaardere straffen en het afschaffen van de tbs. Op 24 januari 2011 stelde ze dat pedofielen die uit een tbs-kliniek worden vrijgelaten, levenslang onder toezicht moeten worden geplaatst door een netwerk van vrijwilligers en deskundigen. In dezelfde week interpelleerde ze minister Ivo Opstelten over vrijlating van een pleger van zware mishandeling. In de Kamer nam ze het initiatief voor verschillende debatten over onder meer geweld tegen hulpverleners, de situatie in jeugdinrichtingen en fouten van politie en justitie.
Toen ze in maart 2011 tijdens een debat een onderzoek betwistte dat concludeerde dat bij vergelijkbare delicten de kans op recidive na taakstraf kleiner was dan na een korte gevangenisstraf, met de woorden dat "iemand die een taakstraf opgelegd heeft gekregen en recidiveert wel iemand anders [is] dan iemand die een vrijheidsstraf heeft gekregen en recidiveert", kreeg ze het verwijt weinig te snappen van statistiek. Twee jaar later claimde ze echter haar gelijk toen twee wetenschappers een kritisch artikel naar aanleiding van het bewuste artikel publiceerden. In dit laatste artikel zou het echter niet gaan over de vraag of groepen vergeleken zouden moeten worden, maar of de gebruikte methode voldoet.
Helder diende in 2012 een initiatiefwetsvoorstel in om groepsaansprakelijkheid met betrekking tot openbare geweldpleging te verruimen. In 2014 bracht ze een initiatiefnota uit om de voorwaardelijke invrijheidstelling af te schaffen.
Demissionair minister Dilan Yeşilgöz van Justitie en Veiligheid noemde Helder in 2023  “een van de best ingelezen, best ingevoerde en meest ervaren Kamerleden”.
In de aanloop naar de Tweede Kamerverkiezingen van november 2023 stapte Helder op 1 september dat jaar over naar de BoerBurgerBeweging (BBB). Ze kwam als nummer 5 op de kandidatenlijst en werd opnieuw in de Tweede Kamer gekozen (4518 voorkeursstemmen). In februari 2025 maakte ze bekend haar zetel op te geven. Op 4 maart nam ze afscheid. Helder werd benoemd tot ridder in de Orde van Oranje-Nassau en kreeg het daarbij horende lintje opgespeld door Kamervoorzitter Martin Bosma. Naar haar zeggen las Bosma enkele kritische passages uit haar afscheidsbrief niet voor. Martin Oostenbrink volgde Helder op als BBB-Kamerlid.
- Parlement.com: vier1aaq5zzl